# Amanda Lind

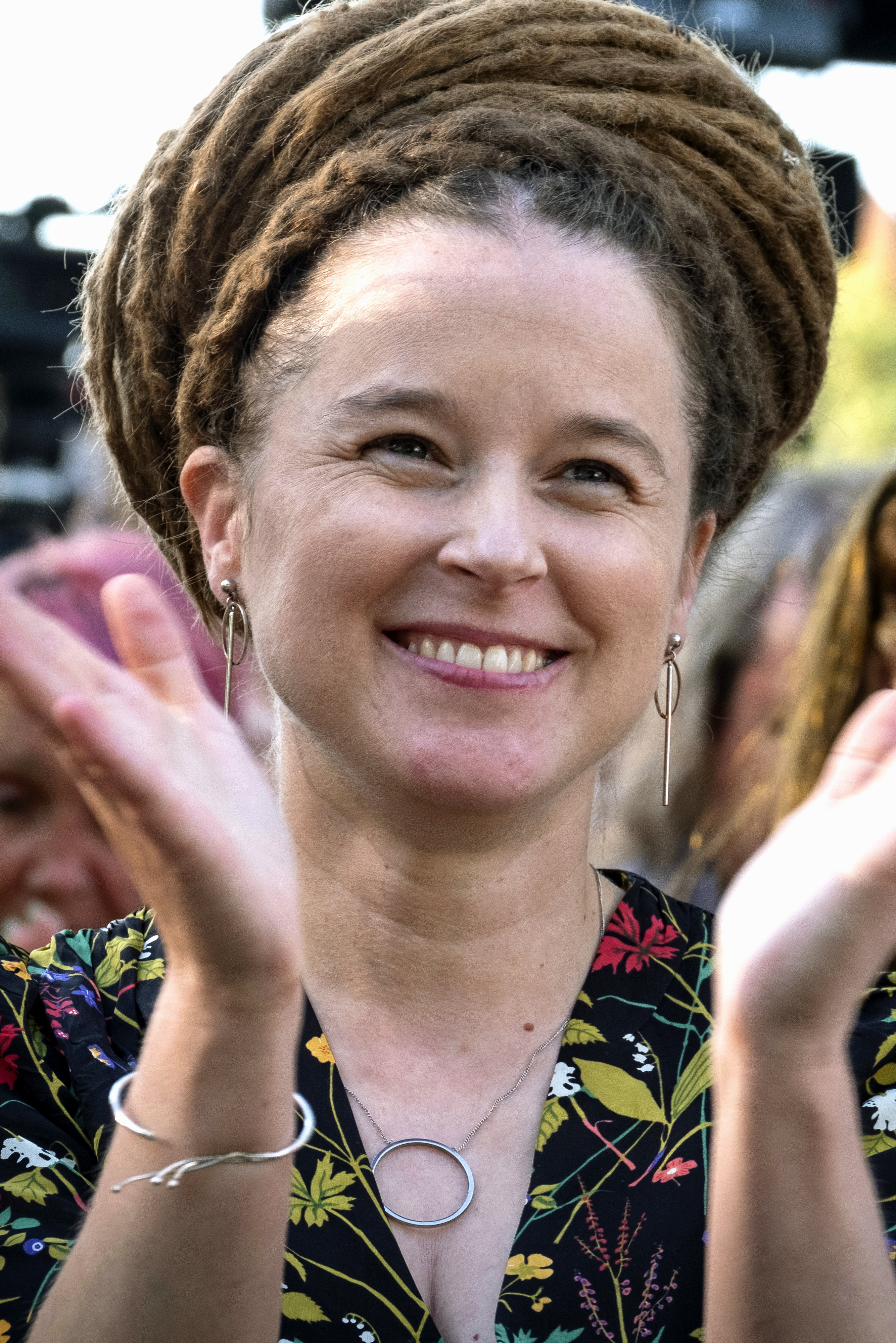
Amanda Lind (2019)

Amanda Sofia Margareta Lind (* 2. August 1980 in Uppsala unter dem Familiennamen Johansson) ist eine schwedische Politikerin der Grünen. Von Januar 2019 bis November 2021 war sie Ministerin für Kultur und Demokratie in der Regierung Löfven II. Seit 2024 ist Lind Sprecherin ihrer Partei.

## Leben
Lind wuchs seit ihrem dritten Lebensjahr in Luleå als Tochter eines Pfarrers und einer Apothekerin auf. Sie studierte am Psychologie-Programm der Universität Umeå und schloss ihr Studium 2009 ab. Sie war Kinder- und Jugendpsychologin beim Bezirksrat von Västernorrland 2009–2011.

### Politik
1999 wurde sie Mitglied der Umweltpartei Miljöpartiet de Gröna. 2010 wurde sie zur Sprecherin der Grünen in Härnösand und 2012 als Sprecherin für Västernorrland ernannt. Lind war eine ehemalige Stadträtin und 1. stellvertretende Vorsitzende des Gemeinderates in der Gemeinde Härnösand. Sie wurde 2016 Parteisekretärin der Grünen Partei und war die Nachfolgerin von Anders Wallner.
Im Januar 2019 wurde sie Ministerin für Kultur und Demokratie – zuständig auch für Sport – und Leiterin des Ministeriums für Kultur in der Regierung Löfven II. Dieses Amt behielt sie bis zum Bruch der Regierung Löfven III im November 2021.
Bei der Wahl zum Schwedischen Reichstag 2022 wurde Lind als Abgeordnete in das Parlament gewählt. Dort war sie bis 2024 Vorsitzende des Kulturausschusses. Im April 2024 wurde Lind nach dem Rücktritt von Märta Stenevi zur Sprecherin der Grünen gewählt und bildet seitdem zusammen mit Daniel Helldén die Parteispitze.

### Familie und Privates
Lind ist mit dem Filmemacher Björn Ola Lind verheiratet und hat drei Kinder mit ihm. Sie lebt in Härnösand.

## Kontroverse
Amanda Lind äußerte in den sozialen Medien, der ehemalige schwedische Wohnungsbauminister und Grünen-Politiker Mehmet Kaplan sei ein „Held und Pionier“. Dieser musste in der Vergangenheit seinen Ministerposten in der früheren Löfven-Regierung aufgeben, nachdem aufgedeckt wurde, dass er Kontakte zu den türkischen Extremisten Graue Wölfe und zur islamistischen Bewegung Millî Görüş unterhielt und Israels Politik gegenüber den Palästinensern mit den Nationalsozialisten verglichen habe. Für diese Sympathiebekundung wurde Amanda Lind sowohl in schwedischen als auch in internationalen Medien kritisiert. Nach ihrer eigenen Aussage bezog sie sich dabei allerdings rein auf seine Tätigkeit als Minister und Abgeordneter der Grünen.